# Curbă de lumină

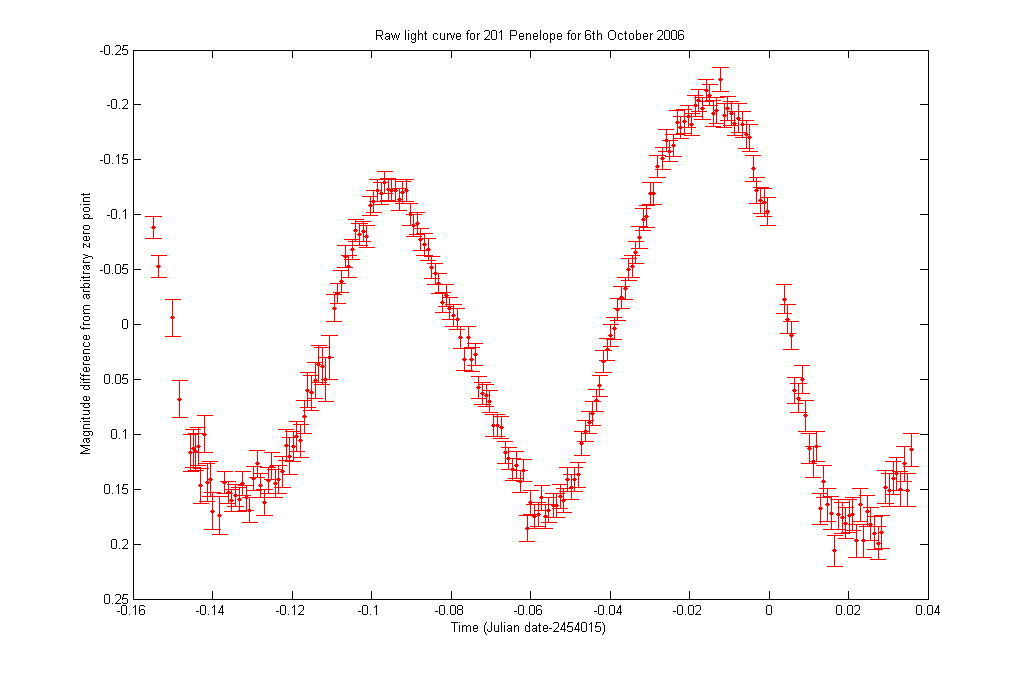
Curba de lumină a asteroidului 201 Penelope bazată pe imagini luate la 6 octombrie, la Observatorul Universității Mont John. Această curbă arată chiar o rotație care durează circa 4 ore.

În astronomie, o curbă de lumină este un grafic care arată evoluția luminozității unui obiect sau a unei regiuni cerești în funcție de timp. Lumina este de obicei măsurată într-o anumită frecvență sau bandă spectrală.
O curbă de lumină poate fi periodică (așa cum se găsește la o binară cu eclipse, sau la o cefeidă), sau aperiodică (așa cum se găsește la o novă, la o variabilă cataclismică sau la o supernovă). Studiul unei curbe de lumină permite să se cunoască mai bine fenomenele fizice care creează variația, sau să constrângă puternic modelele care explică aceste variații. Cunoașterea curbei de lumină a unui obiect permite clasificarea fenomenelor tranzitorii așa cum sunt supernovele.